# Yorck59

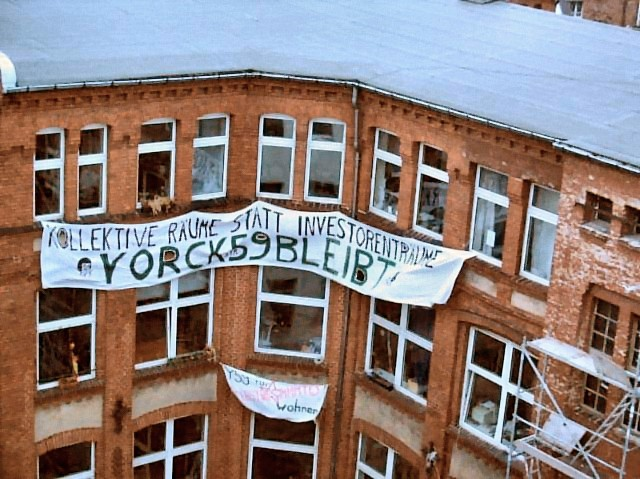
Une banderole sur le bâtiment occupé vers janvier 2005.

Yorck59 était un squat berlinois fondé en 1988, situé au no 59 sur la Yorckstraße à Berlin-Kreuzberg. Il a été évacué par la police en 2005.
L'immeuble situé dans ce qui était alors Berlin-Ouest a été occupé à partir de décembre 1988, dans les locaux laissé vacants qui étaient autrefois utilisés par de petites sociétés. La squat a abrité pendant les années 1990 une communauté libertaire d'environ 60 personnes et servait de quartier-général pour de nombreux projets et d'associations à but non lucratif. 
L'immeuble de 450 m2 a été finalement évacué par 500 agents de police le 6 juin 2005, alors que l'accès était bloqué par un sit-in de 250 manifestants dans la rue et que 150 personnes se barricadaient dans l'immeuble. Selon l'Office fédéral de protection de la constitution, l'évacuation de Yorck59 marque « la disparition d'un des derniers symboles de la scène de gauche radicale berlinoise ».
Le jour suivant, le 7 juin 2005, 2 500 manifestants se réunissent dans les rues de Kreuzberg, entre autres sur l'Oranienplatz. Le bâtiment évacué a été remplacé par des lofts de luxe. La polémique a enflé les années suivantes quand l'acteur Til Schweiger a annoncé dans des interviews qu'il allait emménager dans un des lofts encore en construction. Son domicile a été gardé par des agents de sécurité pour prévenir des éventuels vandalismes des militants d'extrême-gauche. Un procès contre 150 des manifestants qui se tenaient barricadés dans l'immeuble a été engagé le 13 février 2007. Ils ont été condamnés à des amendes de 300 à 500 €.
Une partie des squatteurs ont alors fondé un nouveau squat du nom de New Yorck à Béthanie sur la Mariannenplatz.